# ۷۵۷ (خورشیدی)
۷۵۷ هفتصد و پنجاه و هفتمین سال هجری خورشیدی است.